# Justin LaRouche
Justin LaRouche (Robbinsdale (Minnesota), 18 juni 1975) is een Amerikaans professioneel worstelaar die actief was in de World Wrestling Entertainment (WWE) als Bam Neely. LaRouche werd vrijgegeven van zijn WWE contract in januari 2009.

## In worstelen
- Afwerking en kenmerkende bewegingen
  - Full nelson slam
  - Big boot
  - Running leg drop
  - Sidewalk slam

## Kampioenschappen en prestaties
- Ohio Valley Wrestling
  - OVW Southern Tag Team Championship (1 keer met Charles Evans)